# 世田谷246ハーフマラソン
世田谷246ハーフマラソン（せたがや にいよんろく ハーフマラソン）は、毎年11月に行われるマラソン大会。世田谷246ハーフマラソン実行委員会と世田谷区陸上競技協会の主催により、ハーフマラソンと健康マラソンの5kmと2kmが実施される。

## 概要
日本陸上競技連盟の公認大会で、優秀な成績上位は2月の東京マラソンに招待される。コースはスタート・ゴールともに駒沢オリンピック公園総合運動場陸上競技場で、国道246号、二子玉川駅そばを通り、多摩堤通り多摩川のサイクリングコースを通り世田谷と狛江の境で折り返して、目黒通り、駒八通りから駒沢オリンピック公園総合運動場陸上競技場に戻る。5キロコースと2キロコースは駒沢オリンピック公園のサイクリングの周回するコースとなっている。

## 沿革
- 2005年11月に第1回大会が行われた。
- 2010年に第5回が行われる
- 2015年、10回大会が行われた。

## ラジオ中継
- エフエム世田谷

## 2015年の結果
- ハーフの男子部は1時間3分28秒で青山学院大の中村祐紀
- ハーフの女子部は1時間20分06秒日本女子体育大学の川西彩夏

## 2017年の結果
- ハーフ男子

･チェボンティビン･ヱゼキエル[サンベルクス陸上部]1:02`49
- ハーフ女子

･伊藤わかな日本女子体育大学1:18`10
２年連続優勝

## 大会記録
- 男子1:01:14 日本体育大学 奥村隆太郎
- 女子1:17:45 東京農業大学 石橋裕子